# 人事訴訟法
人事訴訟法（じんじそしょうほう、平成15年7月16日法律第109号）は、家族法上の法律関係に関する日本の法律で、民事訴訟法に対する特別法である。この法律により、従前の人事訴訟手続法（明治31年法律第13号）は廃止された。
同法を補完する人事訴訟規則（平成15年11月12日最高裁判所規則第24号）が存在する。

## 主務官庁
- 法務省民事局民事法制管理官室
- 法務省民事局民事第一課[1]

## 構成
- 第1章 総則
  - 第1節 通則（第1条 - 第3条）
  - 第2節 裁判所
    - 第1款 管轄（第4条 - 第8条）
    - 第2款 参与員（第9条 - 第11条）

  - 第3節 当事者（第12条 - 第15条）
  - 第4節 訴訟費用（第16条）
  - 第5節 訴訟手続（第17条 - 第27条）
  - 第6節 補則（第28条 - 第30条）
- 第2章 婚姻関係訴訟の特例
  - 第1節 管轄（第31条）
  - 第2節 附帯処分等（第32条 - 第36条）
  - 第3節 和解並びに請求の放棄及び認諾（第37条）
  - 第4節 履行の確保（第38条 - 第40条）
- 第3章 実親子関係訴訟の特例（第41条 - 第43条）
- 第4章 養子縁組関係訴訟の特例（第44条）
- 附則

## 国際裁判管轄の改正
国際化の進展などにより人事事件や家事事件の管轄が複雑になっていることを踏まえて、この法律や家事事件手続法を改正し、国際裁判管轄を明確にするため、2014年（平成26年）4月25日には法制審議会に置かれた国際裁判管轄法制部会が初会合を行った。2015年（平成27年）2月27日には同部会が「人事訴訟事件及び家事事件の国際裁判管轄法制に関する中間試案」を取りまとめた。同年9月18日には同部会が「人事訴訟事件及び家事事件の国際裁判管轄法制の整備に関する要綱案」を取りまとめ、同年10月9日の法制審議会の総会で法務大臣に答申することを決定した。
法務省は、要綱を基にして「人事訴訟法等の一部を改正する法律案」を作成し、2016年（平成28年）2月26日に第190回国会に提出したが、2017年（平成29年）の第194回国会まで継続審議となり、衆議院解散のため一旦廃案となった。2018年2月6日に第196回国会に再度提出され、同年4月10日に衆議院で、4月18日に参議院でそれぞれ全会一致で可決され、4月25日に法律第20号として公布された。
この改正法は「公布の日から起算して一年六月を超えない範囲内において政令で定める日から施行する。」（附則第1条）となっており、人事訴訟法等の一部を改正する法律の施行期日を定める政令（平成30年11月30日政令第322号）により、2019年4月1日から施行された。